# Frank Kunert
Frank Kunert (* 1963 in Frankfurt am Main) ist ein deutscher Fotograf.

## Leben
Von 1984 bis 1987 machte er eine Ausbildung zum Fotografen und arbeitete anschließend in mehreren Fotostudios. Seit 1992 ist er selbstständig.
Kunert ist Träger diverser Auszeichnungen und hatte eine Anzahl von Gruppen- und Einzelausstellungen. Im Januar 2021 erhielt er den Heinrich-Zille-Karikaturenpreis der Stadt Radeburg.
Bekannt wurde er vor allem durch seine Reihe "Kleine Welten". Diese besteht aus Fotos von selbstgefertigten Modellen, die satirisch mit Ideen oder alltäglichen Ausdrücken spielen. Hierbei hängen Titel und Motiv zusammen. So zeigt sein Bild "Öffentliche Toiletten" zwei Toiletten auf einem zwar überdachten aber offenem Podest, denen gegenüber zwei Parkbänke stehen. Anfang 2021 waren insgesamt etwa 90 Modelle entstanden.
Kunert wohnt mit seiner Familie in Boppard.

## Veröffentlichungen
- Verkehrte Welt. Hatje Cantz Verlag, Berlin 2008, ISBN 978-3-7757-2132-5
- Wunderland. Hatje Cantz Verlag, Berlin 2016, ISBN 978-3-7757-3583-4
- Lifestyle. Hatje Cantz Verlag, Berlin 2018, ISBN 978-3-7757-4376-1